# Konrad Gröger
Konrad Gröger (* 10. April 1936; † 14. September 2020) war ein deutscher Mathematiker und Hochschullehrer.

## Leben
Von 1953 bis 1958 studierte Gröger Mathematik an der Humboldt-Universität zu Berlin.
1955, noch als Student, war Gröger im Banach-Zentrum, Warschau, wo er einen Vortrag hielt.
Von 1958 bis 1960 war er Aspirant am Forschungsinstitut für Mathematik der Deutschen Akademie der Wissenschaften.

### Politische Betätigung und Gefängnis
Während seines Studiums hatte Gröger Kontakt zum Verband Deutscher Studentenschaften und verteilte Flugblätter mit politischem Inhalt. Zunächst wurde er nicht erwischt. Erst 1960, als er sein Studium abgeschlossen hatte und bereits Aspirant war, wurde er verhaftet und wegen Spionage und staatsgefährdender Hetze zu 8 Jahren Gefängnis verurteilt. Mutige Kollegen von ihm wendeten sich nach seiner Verhaftung an die Staatsanwaltschaft und erwirkten, dass Gröger im Gefängnis mathematische Fachliteratur übersetzen durfte.
Nachdem Gröger 5 Jahre lang im Gefängnis gesessen hatte, wurde er 1965 entlassen. Allerdings wurde ihm die Rückkehr in seine ursprüngliche wissenschaftliche Umgebung verboten, da die Kollegen dort immer noch überzeugt waren, dass er zu Unrecht im Gefängnis gesessen hatte. Deshalb wurde er in das Zentralinstitut für Physikalische Chemie der Akademie der Wissenschaften gesteckt.

### Wiederaufnahme der wissenschaftlichen Ausbildung, Promotion
Von 1965 bis 1970 war Gröger wissenschaftlicher Mitarbeiter des Zentralinstituts für Physikalische Chemie der Akademie der Wissenschaften. 1968 promovierte er zum Dr. rer. nat. mit einer Arbeit zum Thema Variationsmethoden für Gleichungen mit ausgearteten Operatoren bei Arno Langenbach.

### Berufstätigkeit
1970 wechselte er an das Institut für angewandte Mathematik und Mechanik (später: Zentralinstitut für Mathematik und Mechanik, ab 1992: Weierstraß-Institut für Angewandte Analysis und Stochastik).
Dort war er bis 1993 wissenschaftlicher Mitarbeiter.
1973 habilitierte er sich mit einer Arbeit zum Thema Zur Regularität und Approximation von Lösungen nichtlinearer Evolutionsgleichungen (Dissertation B).
Seit Beginn der 80er Jahre hielt Gröger an der Mathematisch-Naturwissenschaftlichen Fakultät der Humboldt-Universität eine Spezialvorlesung über höhere Analysis.
1990 wurde Gröger zum Honorarprofessor für Analysis an die Humboldt-Universität zu Berlin berufen.
Seit 1993 war er dort ordentlicher Professor als Nachfolger seines Doktorvaters und Förderers Arno Langenbach.

### Ämter
1994 wurde Gröger Dekan an der Humboldt-Universität und 1995 Mitglied des Akademischen Senats.
Außerdem wurde er zum Vizepräsidenten der Humboldt-Universität gewählt.
In dieser Zeit war er an der Evaluierung der wissenschaftlichen Einrichtungen der DDR und am Entstehen des naturwissenschaftlichen Campus in Adlershof beteiligt.

### Familie
Gröger war verheiratet und hatte zwei Kinder.

## Forschungsthemen
Grögers Forschungsschwerpunkte lagen auf dem Gebiet der Angewandten Analysis, der Nichtlinearen Operatorgleichungen, der Nichtlinearen Operatordifferentialgleichungen und Verfahren zu ihrer Lösung.
Er erzielte viel beachtete Ergebnisse zu Reaktionsprozessen elektrisch geladener Teilchen.
Sein Werk umfasst Beiträge zur Theorie partieller Differentialgleichungen und deren Anwendungen in der Hydrodynamik, Thermodynamik, chemischen Kinetik und Halbleiterelektronik, wobei er vielfältige Kontakte zu Kollegen aus anderen Fachdisziplinen unterhielt. Seine Arbeiten mit Herbert Gajewski und weiteren Koautoren zur mathematischen Modellierung des Ladungstransports in Halbleiterbauelementen galten in den 1980er Jahren als internationaler Durchbruch.

## Ehrungen
Am 1. Oktober 1998 wurde Gröger durch Berlins Regierenden Bürgermeister Eberhard Diepgen der Verdienstorden des Landes Berlin verliehen. Damit wurde sein Einsatz als Erster Vizepräsident der Humboldt-Universität bei der Zusammenführung des Wissenschaftsstandortes Berlin gewürdigt.
Am 13. April 2016, zu seinem 80. Geburtstag, wurde Gröger mit einem Festkolloquium des Weierstraß-Institut für Angewandte Analysis und Stochastik geehrt. Auf diesem Kolloquium wurde ihm für seine Verdienste um die Zusammenarbeit zwischen tschechischen und deutschen Mathematikern die Ehrenmedaille für Mathematik der Tschechischen Mathematischen Gesellschaft verliehen.
Gröger war Ehrenmitglied des Weierstraß-Institutes.

## Veröffentlichungen

### Als Autor (Auswahl)
- Jens André Griepentrog, Konrad Gröger, Hans-Christoph Kaiser, Joachim Rehberg: Interpolation for function spaces related to mixed boundary value problems, Mathematische Nachrichten, 2002, Vol. 241, S. 110–120. (online)
- Konrad Gröger, Lutz Recke: Preduals of Campanato spaces and Sobolev-Campanato spaces: A general construction, Math. Nachr., 230 (2001) S. 45–72. (online)
- Konrad Gröger: Boundedness and continuity of solutions to second order elliptic boundary value problems, (English) Zbl 0845.35014, Nonlinear Anal., Theory Methods Appl. 26, No. 3, 539–549 (1996).
- Annegret Glitzky, Konrad Gröger, Rolf Hünlich: Free Energy and Dissipation Rate for Reaction Diffusion Processes of Electrically Charged Species, Appl. Anal., 60 (1996), S. 201–217. (online)
- Herbert Gajewski, Konrad Gröger: Reaction-diffusion processes of electrically charged species, Math. Nachr., 177 (1996), S. 109–130. (online)
- Annegret Glitzky, Konrad Gröger, Rolf Hünlich: Rothe's method for equations modelling transport of dopants in semiconductors., Nonlinear analysis, 28 (1997), S. 463–487. (online)
- Annegret Glitzky, Konrad Gröger, Rolf Hünlich: Existence and uniqueness results for equations modelling transport of dopants in semiconductors. (online)
- Konrad Gröger: Free energy estimates and asymptotic behaviour of reaction-diffusion processes. (online)
- Konrad Gröger: W1,p-estimates of solutions to evolution equations corresponding to nonsmooth second order elliptic differential operators, (English) Zbl 0764.35022, Nonlinear Anal., Theory Methods Appl. 18, No. 6, 569–577 (1992).
- Herbert Gajewski, Konrad Gröger, Klaus Zacharias: Nichtlineare Operatorgleichungen und Operatordifferentialgleichungen, Berlin, Akad.-Verl., 1974
- Konrad Gröger: Zur Theorie von Evolutionsgleichungen in denen die ”Vorgeschichte” eine Rolle spielt, Zbl 0261.47041, Math. Nachr. 56, 63–72 (1973).
- Konrad Gröger: Einführung und Anwendung Sobolewscher Räume für beliebige Gebiete, Zbl 0137.07901, Math. Nachr. 28, 123–144 (1965).
- Konrad Gröger: Anwendung des Variationsverfahrens von A. Langenbach auf die Lösung ausgearteter elliptischer Differentialgleichungen, (German) Zbl 0132.07801, Math. Nachr. 29, 9–16 (1965).

### Als Herausgeber (Auswahl)
- Bernold Fiedler (Herausgeber), Konrad Gröger (Herausgeber), Jürgen Sprekels (Herausgeber): Equadiff 99 (In 2 Volumes). Proceedings of the International Conference on Differential Equations. Berlin, Germany, 1–7 August 1999, World Scientific (2000), ISBN 981-02-4359-6